# 1922 год в авиации
Список событий в авиации в 1922 году.

## События
- 1 мая — открыта первая в России международная воздушная линия — Москва-Кёнигсберг (авиакомпания Дерулюфт — Deutsche Russian Luftverkehr).[1]
- 29 июля — состоялся первый пробный рейс советской авиатранспортной организации Авиакультура.
- 5 сентября — в ходе гражданской войны в Парагвае состоялся первый воздушный бой в Южной Америке.[2]
- 6 ноября — первый полёт немецкой двухмоторной летающей лодки Dornier Do 16 Wal.
- 11 декабря — первый полёт истребителя Potez XI.

### Без точных дат
- Первый полёт первого чешского серийного пассажирского самолёта Aero A.10.[3]

## Персоны

### Родились
- 15 июня — Федчишин, Иван Антонович, лётчик-истребитель, ветеран войны, спортсмен-парашютист. Первый абсолютный Чемпион Мира по парашютному спорту.
- 15 ноября — Драченко, Иван Григорьевич, лётчик-штурмовик, Герой Советского Союза, Полный Кавалер ордена Славы (один из 4-х полных кавалеров ордена Славы, удостоенных звания «Герой Советского Союза»). Продолжал воевать после потери одного глаза.

### Скончались
- 30 октября — Аргеев, Павел Владимирович, русский лётчик-ас Первой мировой войны. Летя с грузом почты из Праги в Варшаву, погиб в авиакатастрофе в Чешских Татрах, в районе Трутнова (Трантенау), врезавшись в густом тумане в скалу.